# Cymindis lineola
Cymindis lineola es una especie de escarabajo de la familia Carabidae.

## Distribución geográfica
Se distribuye por el sur de Europa y el norte del Magreb.